# Chorizema obtusifolium
Chorizema obtusifolium là một loài thực vật có hoa trong họ Đậu. Loài này được (Sweet) J.M. Taylor & Crisp miêu tả khoa học đầu tiên năm 1992.